# عافك الخاطر (مسلسل)
عافك الخاطر مسلسل كويتي عُرض في يناير عام 2020م.

## طاقم العمل
• سليمان الياسين بدور(مبارك)
• أسمهان توفيق بدور(أمينة)
• خالد أمين بدور(جراح)
• عبير أحمد بدور(فاطمة
• مشاري البلام بدور(سالم)
• هبة الدري بدور(ندى)
• أحمد إيراج بدور(محمد)
• فاطمة عبدالرحيم بدور(ملاك)
• غدير السبتي بدور(منيرة)
• ميس كمر بدور(باسمة)
• أمل محمد بدور (ام سالم)
• فرح الهادي بدور(هبة)
• عقيل الرئيسي بدور(احمد)
• نواف العلي بدور(عيسى)
• ناصر الدوسري بدور(سليمان)
• حصة النبهان بدور(حصة)
• غدير زايد بدور(وفاء)
• روان العلي بدور(بدرية)
• فهد الصالح بدور(صالح)
• كفاح الرجيب بدور(ريم)
• رهف محمد بدور(شهد)
• رندا حجاج بدور(حور)
• عباس خليفي بدور(د. مشعل)
• زمن عبدالله بدور(دانة)
• محمد عبدالرزاق بدور(بدر)
فاضل المصطفى بدور (راكان)

## قصة العمل
تحاول أمينة تربية بناتها تربية سليمة بعد تخلي زوجها عنها للزواج من امرأة أخرى، وتكبر الفتيات وتمر بهن السنوات لتكتشف الأم أن لكل منهن طريقها المغاير للأخر